# زنان در تائوئیسم

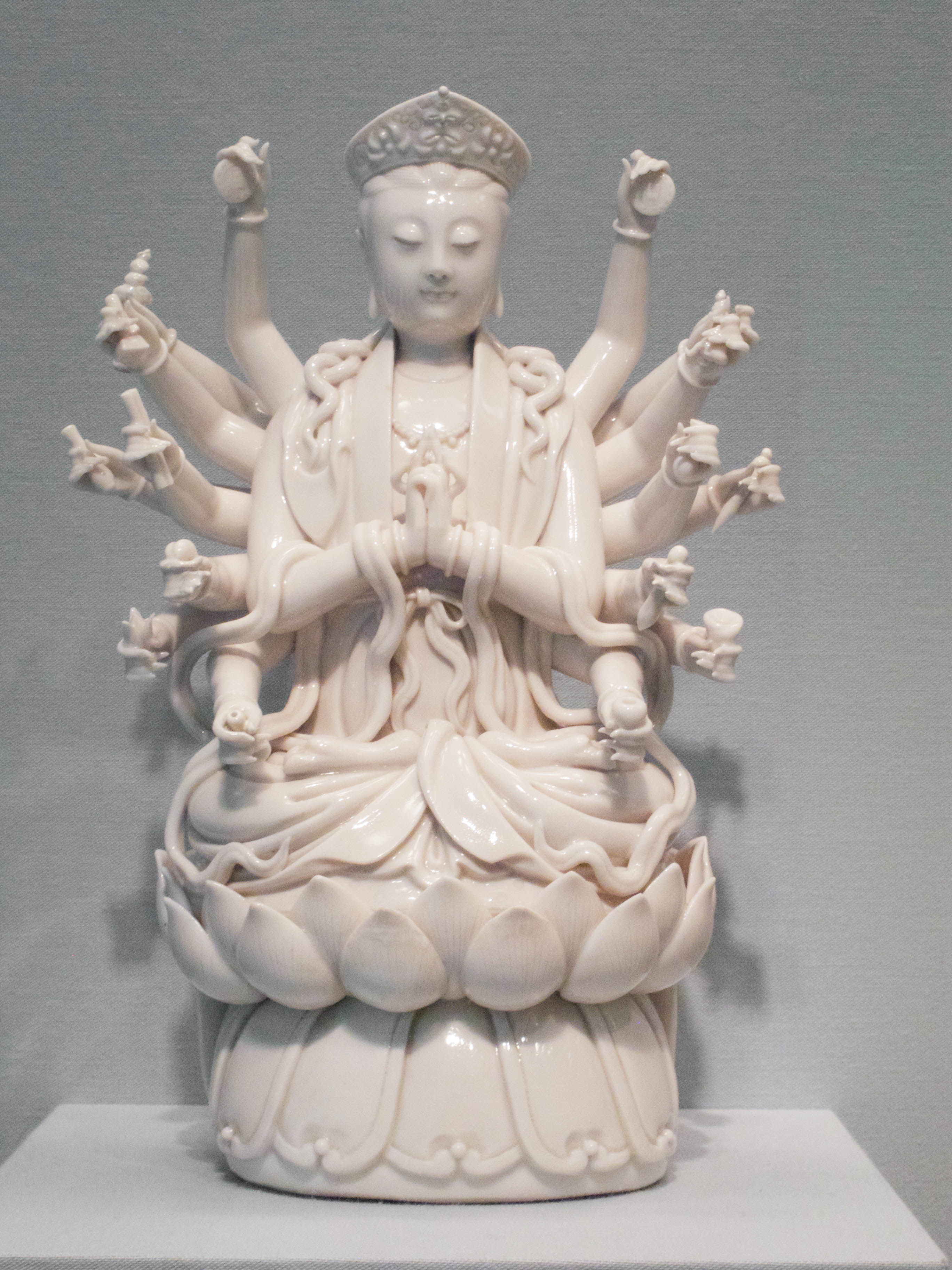
تندیس چینی‌توده‌ایِ ایزدبانوی تائوئیستی Doumu (مادر دب اکبر)، که برگرفته از بودیسم دوا (بودیسم) ماریکی است، سدهٔ هجدهم میلادی

زنان در تائوئیسم (انگلیسی: Women in Taoism) یا نقش‌های زنان در تائوئیسم (‎/ˈdaʊɪzəm/‎, ‎/ˈtaʊ-/‎) (همچنین به‌صورت "Daoism" ‎/ˈdaʊ-/‎) متفاوت از پدرسالاری در چین سنتی بوده است. برخی مکاتب تائوئیستی اهمیت ویژه‌ای برای زنان قائل بودند و توانایی آن‌ها در تنزیه و ارتباط با ایزدان را به رسمیت می‌شناختند. زنان در این مکاتب اغلب متون و کتب مقدس مکاشفه‌ای دریافت می‌کردند. نخستین بار زنان در مکتب شانگ‌چینگ که در سدهٔ چهارم میلادی به‌دست زنی به نام وی هواچون بنیان نهاده شد، جایگاهی برجسته یافتند. دورهٔ دودمان تانگ (۶۱۸–۹۰۷ میلادی) نقطهٔ اوج اهمیت زنان در تائوئیسم بود، به‌گونه‌ای که یک‌سوم روحانیون این مکتب را زنان تشکیل می‌دادند، از جمله راهبه‌های اشرافی تائوئیست. تعداد زنان تائوئیست تا سدهٔ دوازدهم کاهش یافت، اما در این دوران مکتب تائوئیسم کوانژن که سان بُوئر را به‌عنوان تنها زن در میان شاگردان اصلی خود منصوب کرد، زنان را در موقعیت‌های قدرت قرار داد. در سده‌های هجدهم و نوزدهم، زنان تائوئیست به تمرین و مباحثه پیرامون نودان (女丹، "کیمیاگری درونی زنان" نِیدان) پرداختند، که شامل تمرین‌های ویژهٔ زنان مانند مراقبهٔ تنفسی و تجسم ذهنی بود. افزون بر این، ایزدان و فرقه‌های تائوئیستی سابقه‌ای طولانی مانند مادر باستانی بی‌حد و حصر، حامی سن نین جاودانگی، هه شیانگو یکی از هشت فناناپذیر، و مازو، ایزدبانوی حامی ملوانان و ماهیگیران در چین دارند.

## واژگان
از زمان پیدایش تائوئیسم سازمان‌یافته در اواخر دورهٔ دودمان هان (۲۰۲ پ. م – ۲۲۰ م)، زنان در مکاتب مختلفی فعال بودند که نام‌های متفاوتی به آن‌ها اطلاق می‌شد. در طریقت استادان آسمانی (Tianshi Dao)، زنانِ همسر یک استاد نوشی (女士 یا 女師، "استاد زن") و زنان برگزیدهٔ ژونگمین (種民، "مردم بذر") نوگوان (女官، "افسر زن") نامیده می‌شدند. در مکتب والاترین روشنایی، راهبه‌های تائوئیست بیشتر به‌صورت انفرادی زندگی می‌کردند و نو داوشی (女道士، "تائوئیست زن" یا "استاد تائوئیست زن") یا نوگوان (女冠، "کلاه زنانه"، که به سربند آیینی خاصی اشاره دارد) نامیده می‌شدند، به‌ویژه در دوران دودمان سونگ. در مکتب تائوئیسم کوانژن (کمال مطلق)، اصطلاح داگو (道姑، "بانوان دائو") برای اشاره به راهبه‌های صومعه‌ها و زنان دیندار استفاده می‌شد.

## تاریخچه

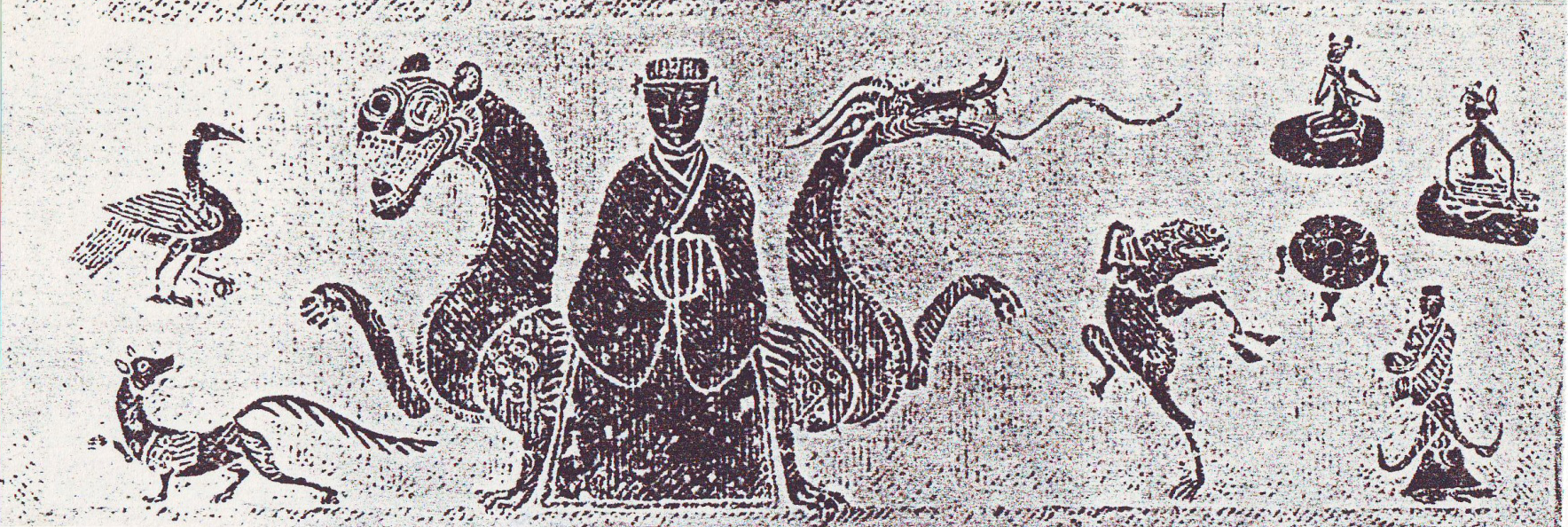
نقش‌برجسته‌ای از مادر باستانی بی‌حد و حصر مربوط به دودمان هان

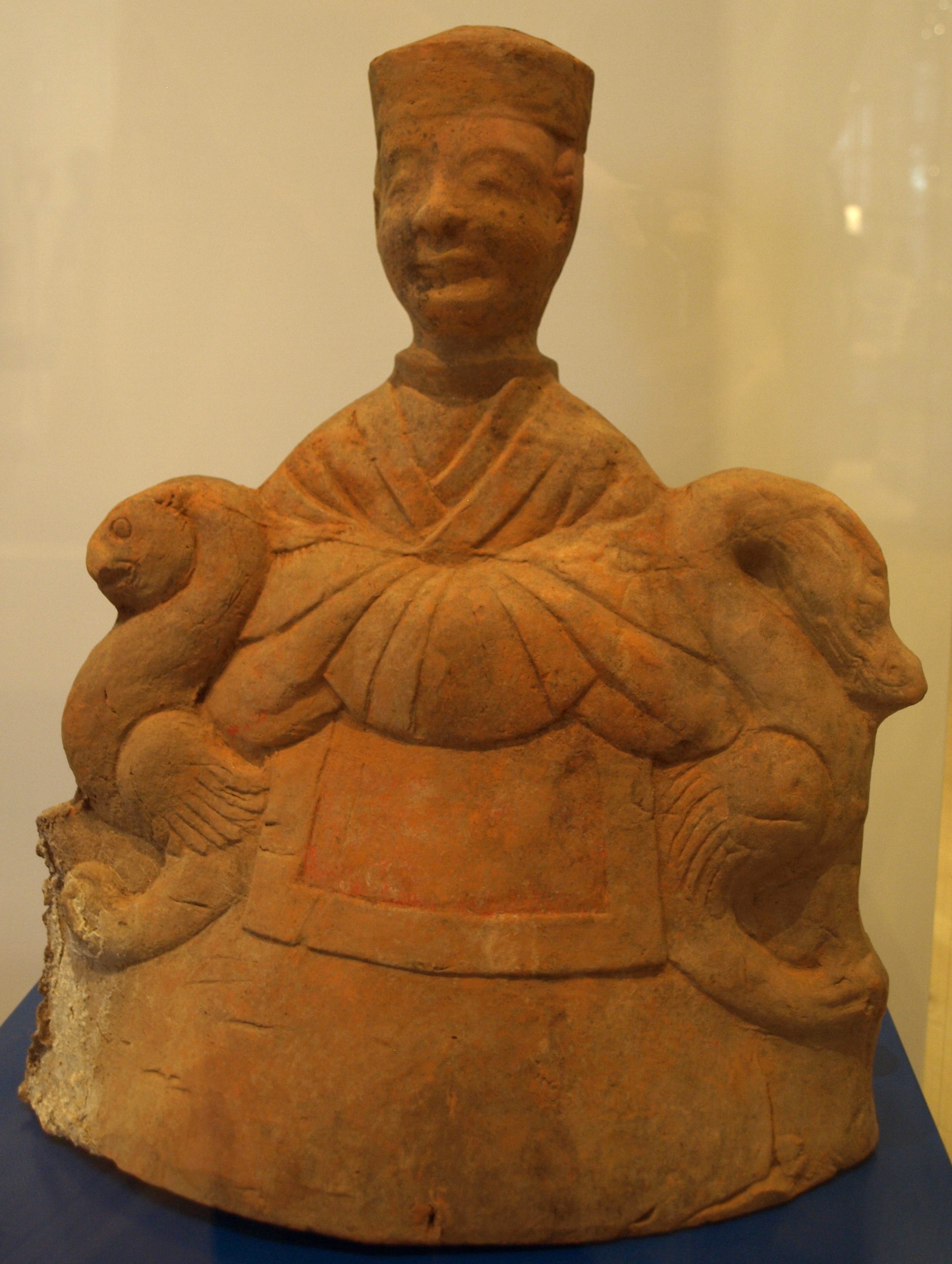
پیکره‌ای سفالین از مادر باستانی بی‌حد و حصر، دودمان هان، سده ۲ میلادی

### پیش از دودمان هان و دوره هان
مادر باستانی بی‌حد و حصر یا شی وانگمو برجسته‌ترین ایزدبانو در تائوئیسم است، هرچند که سنت‌های مربوط به او پیش از شکل‌گیری ادیان سازمان‌یافته تائوئیستی وجود داشته‌اند. منابعی از دوره ایالت‌های جنگ‌طلب (۴۷۵–۲۲۱ پ. م) این ایزدبانو را با سنت‌های شَمَنی مرتبط می‌دانند، از جمله روح آشنای او یعنی پرنده سه‌پا و باغ هلوهای جاودانگی او. شان‌های جینگ (کلاسیک کوه‌ها و دریاها) که در حدود سده ۳ پ. م نوشته شده، دربارهٔ او می‌گوید: «در ظاهر، مادر باستانی بی‌حد و حصر به انسان شباهت دارد، اما دُمی همچون پلنگ و دندان‌هایی همچون ببر دارد و در سوت ماورایی مهارت دارد. او تاج پیروزی بر موهای درهم‌تنیده خود دارد. او فرمانروای بلایای آسمانی و پنج نیروی ویرانگر است.»
در دوره دودمان هان (۲۰۶ پ. م–۲۲۰ م)، مردم بر این باور بودند که این ایزدبانو می‌تواند آن‌ها را از بیماری و مرگ محافظت کند و او به چهره مرکزی آیین یک فرقه (شاخه) دهقانی تبدیل شد که در سال ۳ پ. م از شاندونگ برخاست و در سراسر کشور گسترش یافت. شی وانگمو به عنوان الهه بیماری‌های همه‌گیر شناخته شد که در غرب، بر کوه کونلون ساکن بود و بر دیوهای بیماری فرمان می‌راند. آیین پرستش او در مناطق مختلف چین، به ویژه در کوه هنگ در هونان، کوه هوا در شنشی، و کوه وویی در فوجیان گسترش داشت.
در دوران شش سلسله، آیین او در درون مکتب شانگ چینگ (نهایت وضوح) تائوئیسم ادغام شد و او به یکی از ایزدبانوان کلیدی این مکتب تبدیل گردید و در آن زمان هم به مردان و هم به زنان یاری می‌رساند. پرستش او در دوران دودمان تانگ به اوج خود رسید و او به‌ویژه به عنوان حامی زنان شناخته شد و به‌عنوان نماینده آرمان زنانه مورد تکریم قرار گرفت. از دوران دودمان سونگ، آیین رسمی تائوئیسم توجه کمتری به او نشان داد و دیگر ایزدبانوان جایگاه او را گرفتند. بااین‌حال، او همچنان در جنبش‌های فرقه‌ای و گروه‌های مذهبی کوچک که از طریق نوشتن فوجی پیام‌هایی از او دریافت می‌کردند، نقشی برجسته داشت. در جلسات احضار روح، در دوره‌های دودمان مینگ و دودمان چینگ، او عنوان مادر باستانی بی‌حد و حصر (無生老母، مادر ارجمند نازاده) را بر خود گرفت و هنوز هم یکی از الهه‌های کلیدی مورد پرستش زنان به‌ویژه در اجتماعات عامه محسوب می‌شود.

### اوایل قرون وسطی
نقش زنان در تائوئیسم سازمان‌یافته از دوران سه پادشاهی و شش سلسله (۲۲۱–۵۹۰ م) و دوره دودمان سوئی (۵۹۰–۶۱۸ م) افزایش یافت. در سده چهارم، مکتب شانگ چینگ یک زن به نام وی هواکون (۲۵۱–۳۳۴ م) را به‌عنوان بنیان‌گذار خود به رسمیت شناخت. زنان در این مکتب تائوئیستی، متون مقدس را منتقل می‌کردند، روش‌های آیینی را آموزش می‌دادند و به‌عنوان راهنما عمل می‌کردند.
وی هواتسون که با یکی از افسران برجسته تیانشی ازدواج کرده بود، به مقام محترم جیو (祭酒، ناظر آیین‌های قربانی) رسید که نشان‌دهندهٔ دریافت آموزش‌های دینی جامع در این سازمان، از جمله آیین‌های گذار جنسی و دریافت اسناد رسمی، بود. در زندگی‌نامهٔ قدیسانهٔ او آمده است که وی در کوه هنگ به دائو دست یافت؛ این کوه در آن زمان یکی از مراکز بسیار فعال برای تمرینات بودایی و تائویی به‌شمار می‌رفت. از این رو، او را بانو نانیوئه (南嶽夫人، بانوی کوه‌های مقدس چین) نامیدند. پس از این دوره، وی به شخصیتی پرطرفدار تبدیل شد و به‌ویژه در دوران سلسلهٔ تانگ، محبوبیت فراوانی در میان زنان تائویی یافت و آموزه‌های او در سراسر چین گسترش یافت.
بر اساس متنی از دوران شش سلسله، مکتب تیانشی پنج دسته از زنان را برای ورود به آیین تائو مناسب می‌دانست: دختران مجرد جوان، زنانی که به دلیل طالع نحس قادر به ازدواج نبودند، زنانی که به اجبار ازدواج کرده بودند، بیوه‌ها و زنانی که از سوی همسرانشان طرد شده بودند. این گروه‌ها که از نظر اجتماعی در دسته‌های نامطلوب قرار داشتند، از طریق مکتب تیانشی امکان فرار از محدودیت‌های اجتماعی و یافتن جایگاهی جایگزین را به دست می‌آوردند. این الگو در سایر مکاتب تائویی و دوره‌های تاریخی دیگر، به‌ویژه در دوران سلسلهٔ تانگ نیز دیده می‌شود.